# Veron Parkes
Veron Brandon Parkes (Londen, 28 september 2001) is een Engels voetballer van Schotse afkomst die doorgaans als aanvaller speelt.

## Carrière
Veron Parkes speelde in de jeugd van Crystal Palace FC en West Ham United FC. In 2020 vertrok hij transfervrij naar Fortuna Sittard, waar hij een contract tot medio 2023 tekende. Hij werd al snel verhuurd aan FC Dordrecht, waar Fortuna een samenwerking mee heeft. Hij debuteerde in het betaald voetbal voor Dordrecht op 18 oktober 2020, in de met 2-2 gelijkgespeelde thuiswedstrijd tegen Almere City FC. Hij kwam in de 90e minuut in het veld voor Gianni dos Santos. 

### Statistieken
| Seizoen                     | Club           | Land           | Competitie     | Competitie | Competitie | Beker | Beker | Totaal | Totaal |
| Seizoen                     | Club           | Land           | Competitie     | Wed.       | Dlp.       | Wed.  | Dlp.  | Wed.   | Dlp.   |
| --------------------------- | -------------- | -------------- | -------------- | ---------- | ---------- | ----- | ----- | ------ | ------ |
| 2020/21                     | → FC Dordrecht | Nederland      | Eerste divisie | 6          | 0          | 1     | 0     | 7      | 0      |
| Carrièretotaal              | Carrièretotaal | Carrièretotaal | Carrièretotaal | 6          | 0          | 1     | 0     | 7      | 0      |
| Bijgewerkt op 18 april 2024 |                |                |                |            |            |       |       |        |        |